# Free (canção de Rudimental)
Free é uma canção do quarteto britânico Rudimental com a participação da cantora e compositora escocesa Emeli Sandé. A canção foi lançada no Reino Unido em 18 de novembro de 2013, como sexto single do seu primeiro álbum de estúdio, Home. Uma outra versão do single, que conta com a participação do rapper Nas, foi usada no jogo de videogame WWE 2K15. Em 17 de janeiro de 2014, o single também foi lançado em formato de CD na Áustria, Alemanha e Suíça.

## Vídeo musical
Um videoclipe da música foi lançado no YouTube em 24 de outubro de 2013, com um comprimento de quatro minutos e trinta e dois segundos. O vídeo, que foi dirigido por Stu Thomson, é inspirado na história do atleta norueguês Jokke Sommer, um pioneiro do voo com wingsuit. As cenas em que Sommer voo com wingsuit foram gravadas na montanha Eiger, na Suíça, e a narrativa da sua infância foi filmada em Londres.

## Faixas
| N.º | Título | Duração |  |

| N.º | Título | Duração |  |

## Paradas e certificações
| Chart (2013–14)                                | Posição de pico |
| ---------------------------------------------- | --------------- |
| Austrália (ARIA)                               | 5               |
| Áustria (Ö3 Austria Top 75)                    | 41              |
| O campo songid é OBRIGATÓRIO PARA PARADA ALEMÃ | 38              |
| Irlanda (IRMA)                                 | 9               |
| Bélgica (Ultratop 50 de Flandres)              | 36              |
| Nova Zelândia (Recorded Music NZ)              | 5               |
| Escócia (Scottish Singles Chart)               | 21              |
| Reino Unido (UK Dance Chart)                   | 6               |
| Reino Unido (UK Singles Chart)                 | 26              |

| Chart (2014)                    | Posição |
| ------------------------------- | ------- |
| Australia (ARIA)                | 27      |
| New Zealand (Recorded Music NZ) | 28      |

| País          | Certificação |
| ------------- | ------------ |
| Austrália     | 4× Platina   |
| Nova Zelândia | Ouro         |

## Histórico de lançamento
| Região      | Data                   | Formato          | Gravadora      |
| ----------- | ---------------------- | ---------------- | -------------- |
| Reino Unido | 18 de novembro de 2013 | Download Digital | Asylum Records |